# İncirlik
İncirlik is een plaats in het district Yüreğir van de provincie Adana in Turkije. Sinds 2008 maakt İncirlik deel uit van de gemeente Sarıçam. In 2009 had İncirlik 11.555 inwoners waarvan de meeste de Amerikaanse nationaliteit hebben.  De plaats is bekend vanwege de daar gevestigde Amerikaanse luchtmachtbasis.